# TSV Eintracht Stadtallendorf
Der TSV Eintracht Stadtallendorf ist ein Mehrspartenverein aus der mittelhessischen Stadt Stadtallendorf. Neben der überregional erfolgreichen Fußballabteilung werden in dem Verein auch die Sportarten Badminton, Handball, Judo, Leichtathletik, Schwimmen, Turnen und Volleyball angeboten.

## Geschichte
Der Verein wurde ursprünglich 1920 als FV Eintracht Allendorf gegründet. 1956 erfolgte der Zusammenschluss mit dem TSV Blau-Weiß Allendorf zum TSV Eintracht Stadtallendorf.
Erste überregionale Erfolge erzielte die Fußballabteilung mit Aufstiegen in die hessische Landesliga in den Jahren 1965 und 1970. Nach einem erneuten Aufstieg im Jahr 1998 etablierte sich der Verein dort als Spitzenteam. Schließlich gelang 2008 der Aufstieg in die Oberliga Hessen. Die Spielzeit 2009/10 wurde auf dem vierten Tabellenplatz der Hessenliga abgeschlossen. 2010/11 belegte das Team Platz acht am Saisonende. Nach einer eher durchwachsenen Saison 2011/12 mit einem Trainerwechsel von Stefan Hassler auf Dragan Sicaja konnte der Abstieg abgewandt werden, so dass man die Spielzeit schließlich auf Rang 15 beendete. Die Spielzeit 2012/13 brachte für die Stadtallendorfer Eintracht zahlreiche Höhen und Tiefen mit sich. So fand man sich zu Beginn der Saison nach einem miserablen Start zwischen den Spieltagen fünf und zehn auf Abstiegsplätzen wieder. Da man sich von diesen negativen Eindrücken aber schnell erholen konnte, gelang es, unter anderem am 27. Spieltag Rang vier zu belegen und somit die Träume von einem Aufstieg in die Regionalliga realistisch erscheinen zu lassen. Schließlich beendete man die Saison nach abfallenden Leistungen zu Saisonende auf dem neunten Tabellenplatz. Neben dem soliden neunten Rang konnte der TSV Eintracht Stadtallendorf erstmals in seiner Hessenliga-Geschichte den Erfolg verbuchen, den Torschützenkönig zu stellen – der Stürmer Ahmet Marankoz hatte mit 27 Treffern die meisten Tore in der abgelaufenen Spielzeit 2012/13 erzielt. Nach der Saison 2016/2017 stieg der Verein als Zweiter der Hessenliga in die Fußball-Regionalliga Südwest auf, was der bislang größte Erfolg der Vereinsgeschichte ist. Neben der Saison 2017/18, spielte man auch in der Saison 2018/19 und zuletzt 2020/21 in der Fußball-Regionalliga Südwest.

## Sportstätten
Die Stadt Stadtallendorf stellt dem TSV Eintracht Stadtallendorf für die Durchführung der Sportangebote die notwendigen Sportplätze und Sporthallen zur Verfügung. Die Fußballabteilung nimmt dafür das 5.000 Zuschauer fassende Herrenwaldstadion in Anspruch. Diese Sportanlage umfasst neben einem Rasenplatz mit einer Tribüne, die überdachte Sitzplätze bietet, auch zwei Kunstrasenplätze, welche vornehmlich im Winter und von den Jugendmannschaften genutzt werden. Den Fußballplätzen unmittelbar angeschlossen verfügt der TSV Eintracht Stadtallendorf über ein doppelstöckiges Vereinsheim.
Des Weiteren stehen dem TSV Eintracht Stadtallendorf folgende Sportstätten für die verschiedenen Abteilungen zur Verfügung:
- Bärenbachhalle
- Städtisches Freibad
- Städtisches Hallenbad „Alldomare“
- Herrenwaldhalle
- Mehrzweckhalle

## Erfolge/Platzierungen der Fußball-Abteilung
- Aufstieg in die Oberliga Hessen: 2008
- Aufstieg in die Regionalliga Südwest: 2017, 2020

| Saison  | Liga                 | Platzierung |
| ------- | -------------------- | ----------- |
| 2003/04 | Landesliga Mitte     | 02.         |
| 2004/05 | Landesliga Mitte     | 03.         |
| 2005/06 | Landesliga Mitte     | 03.         |
| 2006/07 | Landesliga Mitte     | 10.         |
| 2007/08 | Landesliga Mitte     | 01.         |
| 2008/09 | Hessenliga           | 08.         |
| 2009/10 | Hessenliga           | 04.         |
| 2010/11 | Hessenliga           | 08.         |
| 2011/12 | Hessenliga           | 15.         |
| 2012/13 | Hessenliga           | 09.         |
| 2013/14 | Hessenliga           | 11.         |
| 2014/15 | Hessenliga           | 09.         |
| 2015/16 | Hessenliga           | 05.         |
| 2016/17 | Hessenliga           | 02.         |
| 2017/18 | Regionalliga Südwest | 12.         |
| 2018/19 | Regionalliga Südwest | 17.         |
| 2019/20 | Hessenliga           | 01.         |
| 2020/21 | Regionalliga Südwest | 22.         |
| 2021/22 | Hessenliga           | 02.         |
| 2022/23 | Hessenliga           | 05.         |
| 2023/24 | Hessenliga           | 12.         |
| 2024/25 | Hessenliga           |             |

## Spieler der Fußball-Abteilung
- Eike Immel (–1978) Jugend, ehemaliger Bundesligaspieler bei Borussia Dortmund und dem VfB Stuttgart sowie deutscher Nationaltorwart
- Daniel Vier (–2005, 2016–), früher u. a. Spieler für den VfB Stuttgart II, aktuell wieder Spieler des TSV Eintracht Stadtallendorf
- Claudius Weber (2011–2012), früher Spieler für den 1. FSV Mainz 05, aktuell bei der SG Birklar als Spielertrainer aktiv
- Del-Angelo Williams (2014–2018), u. a. Spieler bei Hansa Rostock